# アバイ級コルベット
アバイ級コルベット（アバイきゅうコルベット、英語: Abhay-class corvettes）は、インド海軍のコルベットの艦級。ソ連海軍が運用していた1241.2P型小型対潜艦（パウクI型）をもとにした派生型で、ソビエト連邦の設計番号としては1241.2PE型、またNATOコードネームではパウクII型（Pauk-II class）と称される。なおネームシップの艦名「アバイ」は、サンスクリット語の अभय （「恐れ無き者」の意）に由来している。

## 来歴
1980年代中盤、インド海軍は、ソビエト連邦より1241RE型大型ミサイル艇（タランタル型）を購入する契約を締結したが、このとき同時に、同型を元にした小型対潜艦の購入契約も結ばれていた。これによって建造されたのが本級である。なお1241型大型ミサイル艇は、ヴィール級コルベットとして1987年より運用を開始した。

## 設計
上記の経緯より、ソ連海軍で運用されていた1241.2P型小型対潜艦（パウクI型）を元にした輸出型であり、1241.2PE型（あるいは1241PE型）と称される。主船体は軟鋼製だが、上部構造物や船体内隔壁の一部はアルミニウム合金製となった。上部構造物はオリジナルの1241.2P型よりも長くなっている。主機関には、熱帯気候にあわせたカスタマイズが施されている。
装備は大きく変更されており、1241.2PE型の装備した 400 mm 単装魚雷発射管 OTA-40-204 4 基に代えて 533 mm 連装魚雷発射管 DTA-53 2 基を搭載した。この発射管からは、 53-65KE 対潜魚雷や SET-65E が発射できた。また、哨戒能力強化のため、対空・対水上レーダーも大型の MR-352 「ポジチーフ-E」が搭載されている。これは、 1241.7型や 1241.8型大型ミサイル艇に搭載されたものと同様の捜索レーダーである。
1241.2-PE型はソ連時代末期に各国に向けて 8 隻建造されたが、そのうち 4 隻がインド海軍向けとなっている。建造は、全艦ともヤロスラーヴリ造船工場で行われた。1989年から1991年にかけて導入された 4 隻のソ連海軍での名称は、それぞれ MPK-221、 MPK-218、 MPK-206、 MPK-208 であった。

## 同型艦
| #   | 艦名                  | 引渡し         | 除籍          |
| --- | --------------------- | -------------- | ------------- |
| P33 | アバイ INS Abhay      | 1989年3月10日  |               |
| P34 | アジャイ INS Ajay     | 1990年1月24日  | 2022年9月19日 |
| P35 | アクシャイ INS Akshay | 1990年12月10日 | 2022年6月3日  |
| P36 | アグライ INS Agray    | 1991年1月30日  | 2017年1月27日 |